# انتریت
انتریت (انگلیسی: Enteritis) به معنی التهاب روده کوچک است. این بیماری بیشتر در اثر غذا یا نوشیدنی آلوده به میکروب‌های بیماری‌زا مانند سراتیا ایجاد می‌شود، اما ممکن است دلایل دیگری مانند NSAID، کوکائین، پرتودرمانی و همچنین شرایط خود ایمنی مانند بیماری کرون و بیماری سلیاک داشته باشد.  علائم شامل درد شکم، گرفتگی عضلات، اسهال، کم‌آبی بدن و تب است. بیماری‌های مربوط به دستگاه گوارش شامل التهاب معده و روده بزرگ است.
دئودنیت، ژژونیت و ایلئیت انواع فرعی انتریت هستند که در بخش خاصی از روده کوچک رخ می‌دهند. التهاب معده و روده کوچک به عنوان گاستروانتریت شناخته می‌شود.